# والسهاوزن
والسهاوزن (به آلمانی: Walshausen) یک شهر در آلمان است که در زودوستپفالتس واقع شده‌است. والسهاوزن ۳۵۲ نفر جمعیت دارد.